# Tetraclorometilfosforano
Tetraclorometilfosforano (TCMP) é um composto organofosforado de formulação {\displaystyle {\ce {CH3Cl4P}}}. É um composto de fósforo pentavalente.   